# Wojciech Wojtasiak
Wojciech Wojtasiak (ur. 13 grudnia 1960 w Lublinie) – polski elektonik, doktor habilitowany nauk technicznych, specjalizujący się w technice mikrofalowej i radiolokacyjnej. Profesor Wydziału Elektroniki i Technik Informacyjnych Politechniki Warszawskiej.

## Życiorys
Absolwent Wydziału Elektroniki i Technik Informacyjnych Politechniki Warszawskiej w 1984. Zatrudnił się wówczas w Instytucie Technologii Elektronowej PW (obecnie Instytut Mikroelektroniki i Optoelektroniki) w Zakładzie Przyrządów Mikrofalowych, natomiast w 1987 rozpoczął pracę w Instytucie Radioelektroniki PW, w Zakładzie Techniki Mikrofalowej i Radiolokacyjnej (obecnie Zakład Radiokomunikacji i Radiolokacji). Stopień doktorski uzyskał w 1998 na podstawie pracy zatytułowanej Wykorzystanie własności fazowych niejednorodnych prowadnic falowych w projektowaniu układów mikrofalowych, przygotowanej pod kierunkiem Tadeusza Morawskiego, a 2015 habilitował się, pisząc pracę pt. Nowe rozwiązania układowe i konstrukcyjne mikrofalowych modułów nadawczych i odbiorczych specjalnego przeznaczania. W 2016 został kierownikiem Zakładu Techniki Mikrofalowej i Radiolokacyjnej, a po zmianach organizacyjnych – Zakładu Radiokomunikacji i Radiolokacji. W swojej działalności naukowej skupił się na projektowaniu mikrofalowych układów aktywnych oraz technologii mikrofalowych przyrządów półprzewodnikowych, w tym tranzystorów HEMT. Członek Instytutu Inżynierów Elektryków i Elektroników od 1998.

## Nagrody i odznaczenia
- Złoty Krzyż Zasługi (2021)[6]
- Srebrny Krzyż Zasługi (2004)[7]
- Medal Komisji Edukacji Narodowej (2019)[4]
- Nagroda Mistrz Techniki[1]
- Laur Innowacyjności 2013[4]

Ponadto wyróżnienia od ministerstwa i rektora Politechniki Warszawskiej.

## Życie prywatne
Jest żonaty i ma syna.